# Nguyen Huu An
Nguyen Huu An (Nguyễn Hữu An), född 1926, död 1995, är känd som den vietnamesiske befälhavaren vid det första stora fältslaget mellan Nordvietnam och USA under Vietnamkriget (vid Slaget vid Ia Drang).
Ledde NVA-trupper under hela kriget från 1964 fram till övertagandet av Saigon 1975.